# Karl Gustav Fabricius
Karl Gustav Fabricius, auch Carl Gustav Fabricius (* 1. August 1788 in Stralsund; † 10. Januar 1864 in Stralsund) war ein deutscher Politiker und Bürgermeister Stralsunds. Seine Arbeiten zur Geschichte der Stadt und Rügens sind von großer Bedeutung für die Heimatkunde der Region.

## Leben
Fabricius, der einer alten Stralsunder Familie entstammte, die sich im 17. Jahrhundert von Schmidt in Fabricius umbenannt hatte, war der Sohn des Syndicus Adam Fabricius aus dessen erster Ehe. Nach Privatunterricht in den ersten Lebensjahren besuchte er das im ehemaligen Dominikanerkloster St. Katharinen untergebrachte Gymnasium Stralsund. Von 1806 bis 1809 studierte er in Helmstedt, Göttingen und Greifswald die Rechte. Er wurde in Göttingen Mitglied der Landsmannschaft Ruthenia, in der sich Pommern und Balten vereinigt hatten. Nach Annahme des SC-Comment 1809 wurde er erster Generalsekretär des Göttinger Senioren-Convents und als solcher Anfang Juli 1809 seitens der Universität consiliert.
Ab 1809 war Fabricius als Anwalt in Stralsund tätig. 1820 wurde er in den Rat der Stadt berufen und war Direktor des Stadtgerichts. 1842 wurde er zum Bürgermeister gewählt. Er war zudem Landtagsabgeordneter der rügensch-pommerschen Landstände und Mitglied im preußischen Herrenhaus. Für sein Wirken wurde er zum Geheimen Regierungsrat ernannt. 1856 promovierte er zum Dr. jur.
Er forschte in den Archivbeständen und den Werken Johann Albert Dinnies zur Stralsunder Verfassung und Kulturgeschichte.
Karl Gustav Fabricius starb 1864 am Schlagfluss, er wurde auf dem Stralsunder St.-Jürgen-Friedhof bestattet. Sein Nachfolger als Bürgermeister war Otto Francke.

## Werke
Fabricius war außerordentlich erfolgreich in der Erforschung der Heimatgeschichte Stralsunds und Rügens bis zum Aussterben der rügenschen Fürsten 1325. Er zeichnete das Leben der Stralsunder Einwohner und forschte zu den Stralsunder Straßennamen, der Stadtanlage, der Verfassung und des Handels.
- Aufsatz zum Kongress von Helsingborg, Berlin 1856
- Aufsatz zu den ostpommerschen Fürsten, Berlin 1859
- Stralsund in den Tagen des Rostocker Landfriedens (13. Juni 1253), aus: Sundine, 1845, Nr. 14ff. (Digitalisat in der Digitalen Bibliothek Mecklenburg-Vorpommern)
- Urkunden zur Geschichte des Fürstenthums Rügen unter den eingeborenen Fürsten, mit erläuternden Texten (4 Bände), 1841 bis 1869
  - Band 1, Stralsund 1841 (Digitalisat)
  - Band 2, Berlin 1859, (Digitalisat)
  - Band 3, Stettin 1853 (Digitalisat)
  - Band 4, Berlin 1859–1869 (Digitalisat)
- Studien zur Geschichte der wendischen Ostseeländer. Ferdinand Schneider, Berlin 1856–1859.
  - Band 1: Der Congreß zu Helsingborg. Berlin 1856 (Digitalisat)
  - Band 2: Die Herrschaft der Herzöge von Pommern zu Danzig und ihr Ausgang. 1. Teil, Berlin 1859 (Digitalisat)

## Familie
Sein Neffe Ferdinand Fabricius vervollständigte das durch den plötzlichen Tod unvollständige geschichtliche Werk und fügte weitere hinzu. Sein Halbbruder Karl Ferdinand Fabricius war Jurist.